# آرون دوغلاس (رسام)
كان آرون دوغلاس (بالإنجليزية: Aaron Douglas)‏ (26 مايو 1899 - 2 فبراير 1979) رسامًا أمريكيًا ومعلمًا للفنون البصرية. كان شخصية رئيسة في نهضة هارلم. طور مسيرته الفنية عبر رسم لوحات جدارية ورسم رسوم توضيحية تناولت قضايا اجتماعية عن العرق والتمييز في الولايات المتحدة، من خلال استخدام الصور المتمركزة حول إفريقيا. مهد دوغلاس المسرح للفنانين الأميركيين الأفارقة الشباب لدخول عالم الفنون العامة من خلال مشاركته في نقابة فناني هارلم. في عام 1944، أنهى مسيرته الفنية بتأسيس قسم الفنون في جامعة فيسك في ناشفيل، تينيسي. درس دروس الفن البصري في فيسك حتى تقاعده في عام 1966. يُعرف دوغلاس بأنه زعيم بارز في الفن الأمريكي الإفريقي الحديث، إذ أثرت أعماله على الفنانين لسنوات لاحقة.

## النشأة
ولد آرون دوغلاس في توبيكا، كانساس، في 26 مايو عام 1899، لأبيه آرون دوغلاس الأب، والذي كان خبازًا من تينيسي، وأمه إليزابيث دوغلاس، والتي كانت ربة منزل وفنانة هاوية من ألاباما. استمد شغفه بالفن من إعجابه برسومات والدته. التحق بمدرسة توبيكا الثانوية، وعمل خلال تلك الفترة في حضانة سكينر وساحة لوازم يونيون باسيفيك، وتخرج في عام 1917.
انتقل دوغلاس بعد المدرسة الثانوية إلى ديترويت، ميشيغان، وشغل وظائف مختلفة، وكانت إحداها العمل مجصصًا ومشكلًا للرمل من المشعات الحرارية للسيارات في شركة كاديلاك. حضر خلال ذلك الوقت دروسًا مجانية في متحف ديترويت للفنون قبل حضور الكلية في جامعة نبراسكا في عام 1918. خلال فترة التحاقه بالجامعة، عمل دوغلاس نادلًا مبتدئًا لتمويل تعليمه. عندما بدأت الحرب العالمية الأولى، حاول دوغلاس الانضمام إلى فيلق تدريب الجيش الطلابي (إس إيه تي سي) في جامعة نبراسكا، لكنه فُصل لاحقًا. تكهن المؤرخون أن فَصله من عمله كان مرتبطًا بالمناخ العنصري في المجتمع الأمريكي والجيش. انتقل لاحقًا لفترة وجيزة إلى جامعة مينيسوتا، وتطوع في فيلق تدريب الجيش الطلابي وحصل على رتبة عريف. عاد إلى جامعة نبراسكا بعد توقيع الهدنة، حيث حصل على درجة البكالوريوس في الفنون الجميلة في عام 1922.
عمل دوغلاس بعد تخرجه نادلًا لدى يونيون باسيفيك ريلرود للسكك الحديدية حتى عام 1923، عندما حصل على وظيفة لتدريس الفنون البصرية في مدرسة لينكولن الثانوية في كانساس سيتي في ولاية ميزوري، وبقي هناك حتى عام 1925. خلال فترة وجوده في مدينة كانساس سيتي بولاية ميزوري، تبادل الرسائل مع ألتا سوير، التي أصبحت زوجته لاحقًا، وتضمنت الرسائل الحديث عن خططه التي تتجاوز التدريس في المدارس الثانوية. أراد أن ينقل مهنته الفنية إلى باريس، فرنسا، مثلما فعل العديد من زملائه الفنانين الطموحين.

## إرثه
كان آرون دوجلاس رائدًا في حركة الحداثة الإفريقية الأمريكية من خلال الجمع بين الجمالية والفن التقليدي الإفريقي القديم. مهد الطريق للفنانين الأفارقة الأمريكيين المستقبليين لاستخدام عناصر التاريخ الإفريقي والأمريكي الإفريقي إلى جانب الموضوعات العرقية الموجودة في المجتمع.
نظم متحف سبنسر للفنون معرضًا باسم آرون دوجلاس: الحداثي الأمريكي الإفريقي، في عام 2007. أقيم المعرض في لورانس، كانساس، في متحف سبنسر للفنون في الفترة الواقعة بين 8 سبتمبر إلى 2 ديسمبر من عام 2007، وانتقل لاحقًا إلى مركز فريست للفنون البصرية في ناشفيل، تينيسي، من 18 يناير إلى 13 أبريل من عام 2008. عُرِض لاحقًا في متحف سميثسونيان للفنون الأمريكية في واشنطن العاصمة بين 9 مايو و3 أغسطس من عام 2008. انتقل أخيرًا إلى مركز شومبرغ لأبحاث ثقافة السود في مدينة نيويورك، نيويورك، من 30 أغسطس إلى 30 نوفمبر من عام 2008. وُضع جدول شامل لهذا المعرض بعد التعاون بين متحف سبنسر للفنون وجامعة كانساس، وعنوانه آرون دوغلاس: الحداثي الأمريكي الإفريقي.
أصبح أرشيف من الأعمال الفنية التي أنشأها آرون دوغلاس أو كانت مرتبطة به متاحًا على موقع الويب المخصص للمتحف الوطني للتاريخ والثقافة الأمريكية الإفريقية في عام 2016 بعد افتتاحه. يستطيع أي شخص الوصول إلى المراجع الكاملة لهذه القطع الفنية لمعرفة تاريخ الإنشاء وموضوع الفن والمكان الذي يوجد فيه حاليًا.

## وصلات خارجية
- آرون دوغلاس على موقع IMDb (الإنجليزية)
- آرون دوغلاس على موقع الموسوعة البريطانية (الإنجليزية)